# Miles Plumlee
Miles Christian Plumlee (Fort Wayne, 1º settembre 1988) è un ex cestista statunitense, professionista nella NBA.
È fratello di Mason e Marshall Plumlee, a loro volta professionisti in NBA.

## Carriera
Ha vinto il Torneo di pallacanestro maschile NCAA Division I 2010 con la maglia dei Duke Blue Devils. Al draft NBA 2012 è stato selezionato al primo giro come 26ª scelta assoluta dagli Indiana Pacers.

## Statistiche

### College
| Anno      | Squadra          | PG  | PT | MP   | TC%  | 3P% | TL%  | RP  | AP  | PRP | SP  | PP  |
| --------- | ---------------- | --- | -- | ---- | ---- | --- | ---- | --- | --- | --- | --- | --- |
| 2008-2009 | Duke Blue Devils | 24  | 2  | 6,9  | 47,4 | -   | 54,5 | 1,4 | 0,0 | 0,2 | 0,5 | 1,8 |
| 2009-2010 | Duke Blue Devils | 40  | 24 | 16,4 | 56,1 | 100 | 66,1 | 4,9 | 0,3 | 0,5 | 0,7 | 5,2 |
| 2010-2011 | Duke Blue Devils | 37  | 16 | 16,7 | 52,2 | -   | 59,3 | 4,8 | 0,4 | 0,5 | 0,5 | 4,8 |
| 2011-2012 | Duke Blue Devils | 34  | 16 | 20,5 | 61,0 | -   | 63,2 | 7,1 | 0,5 | 0,5 | 0,9 | 6,6 |
| Carriera  | Carriera         | 135 | 58 | 15,8 | 55,7 | 100 | 62,5 | 4,8 | 0,3 | 0,5 | 0,6 | 4,8 |

### NBA

#### Regular season
| Anno      | Squadra           | PG  | PT  | MP   | TC%  | 3P% | TL%  | RP  | AP  | PRP | SP  | PP  |
| --------- | ----------------- | --- | --- | ---- | ---- | --- | ---- | --- | --- | --- | --- | --- |
| 2012-2013 | Indiana Pacers    | 14  | 0   | 3,9  | 23,8 | 0,0 | 75,0 | 1,6 | 0,1 | 0,0 | 0,2 | 0,9 |
| 2013-2014 | Phoenix Suns      | 80  | 79  | 24,6 | 51,7 | 0,0 | 56,1 | 7,8 | 0,5 | 0,6 | 1,1 | 8,1 |
| 2014-2015 | Phoenix Suns      | 54  | 28  | 18,6 | 54,9 | 0,0 | 50,0 | 5,1 | 0,5 | 0,6 | 1,0 | 4,3 |
| 2014-2015 | Milwaukee Bucks   | 19  | 0   | 9,9  | 49,2 | 0,0 | 37,5 | 2,4 | 0,4 | 0,3 | 0,6 | 3,2 |
| 2015-2016 | Milwaukee Bucks   | 61  | 14  | 14,3 | 60,1 | 0,0 | 57,6 | 3,8 | 0,3 | 0,3 | 0,8 | 5,1 |
| 2016-2017 | Milwaukee Bucks   | 32  | 12  | 9,7  | 44,1 | 0,0 | 62,9 | 1,7 | 0,6 | 0,3 | 0,3 | 2,6 |
| 2016-2017 | Charlotte Hornets | 13  | 0   | 13,4 | 58,3 | 0,0 | 75,0 | 3,2 | 0,2 | 0,5 | 0,3 | 2,4 |
| 2017-2018 | Atlanta Hawks     | 55  | 35  | 16,7 | 58,3 | 0,0 | 45,0 | 4,1 | 0,8 | 0,3 | 0,5 | 4,3 |
| 2018-2019 | Atlanta Hawks     | 18  | 0   | 9,6  | 66,7 | 0,0 | 53,3 | 2,2 | 0,9 | 0,3 | 0,2 | 4,4 |
| Carriera  | Carriera          | 346 | 168 | 16,4 | 54,2 | 0,0 | 54,3 | 4,5 | 0,5 | 0,4 | 0,7 | 4,9 |

#### Play-off
| Anno     | Squadra         | PG | PT | MP   | TC%  | 3P% | TL%  | RP  | AP  | PRP | SP  | PP  |
| -------- | --------------- | -- | -- | ---- | ---- | --- | ---- | --- | --- | --- | --- | --- |
| 2015     | Milwaukee Bucks | 1  | 0  | 16,0 | 12,5 | 0,0 | 50,0 | 6,0 | 1,0 | 0,0 | 1,0 | 3,0 |
| Carriera | Carriera        | 1  | 0  | 16,0 | 12,5 | 0,0 | 50,0 | 6,0 | 1,0 | 0,0 | 1,0 | 3,0 |

## Palmarès
- Campione NCAA (2010)